# Vuelta a España 1991
Die 46. Vuelta a España wurde in 22 Abschnitten und 3215 Kilometern vom 29. April bis zum 19. Mai 1991 ausgetragen und vom Spanier Melchor Mauri gewonnen, die Punktwertung von Uwe Raab, die Bergwertung von Luis Herrera. Miguel Ángel Iglesias siegte in der Meta Volantes-Wertung, Acácio da Silva in der Sprint Especiales-Wertung, Federico Echave in der Kombinationswertung, Oliverio Rincón in der Nachwuchswertung und ONCE in der Mannschaftswertung.

## Etappen
| Etappe | von                         | nach                 | km         | Gewinner             | Maillot amarillo     |
| ------ | --------------------------- | -------------------- | ---------- | -------------------- | -------------------- |
| Prolog | Mérida                      | Mérida               | 8,8 (EZF)  | Melchor Mauri        | Melchor Mauri        |
| 1A     | Mérida                      | Cáceres              | 134,5      | Michel Zanoli        | Anselmo Fuerte       |
| 1B     | Montijo                     | Badajoz              | 40,4 (MZF) | ONCE                 | Anselmo Fuerte       |
| 2      | Badajoz                     | Sevilla              | 233,2      | Jesper Skibby        | Herminio Díaz Zabala |
| 3      | Sevilla                     | Jaén                 | 292        | Jesús Cruz Martín    | Melchor Mauri        |
| 4      | Linares                     | Albacete             | 227,8      | Uwe Raab             | Melchor Mauri        |
| 5      | Albacete                    | Valencia             | 236,5      | Jean-Paul van Poppel | Melchor Mauri        |
| 6      | Palma                       | Palma                | 188        | Jesper Skibby        | Melchor Mauri        |
| 7      | Cala d’Or                   | Cala d’Or            | 44 (EZF)   | Melchor Mauri        | Melchor Mauri        |
| 8      | Sant Cugat del Vallès       | Lloret de Mar        | 140        | Jean-Paul van Poppel | Melchor Mauri        |
| 9      | Lloret de Mar               | Andorra (AND)        | 229        | Guido Bontempi       | Melchor Mauri        |
| 10     | Andorra (AND)               | Pla de Beret         | -          | nicht stattgefunden  | Melchor Mauri        |
| 11     | Bosost                      | Aramón Cerler        | 111        | Iwan Iwanow          | Melchor Mauri        |
| 12     | Benasque                    | Saragossa            | 219        | Jean-Paul van Poppel | Melchor Mauri        |
| 13     | Ezcaray                     | Valdezcaray          | 24,1 (EZF) | Fabio Parra          | Melchor Mauri        |
| 14     | Santo Domingo de la Calzada | Santander            | 219,5      | Guido Bontempi       | Melchor Mauri        |
| 15     | Santander                   | Lagos de Covadonga   | 186,6      | Luis Herrera         | Melchor Mauri        |
| 16     | Cangas de Onís              | Alto del Naranco     | 152        | Laudelino Cubino     | Melchor Mauri        |
| 17     | León                        | Valladolid           | 137,5      | Antonio Miguel Díaz  | Melchor Mauri        |
| 18     | Valladolid                  | Valladolid           | 52,3 (EZF) | Melchor Mauri        | Melchor Mauri        |
| 19     | Palazuelos de Eresma        | Palazuelos de Eresma | 212,7      | Jesús Montoya        | Melchor Mauri        |
| 20     | Collado Villalba            | Madrid               | 169,6      | Jean-Paul van Poppel | Melchor Mauri        |

## Endstände
| Sieger                     | Melchor Mauri         | 82:48:07 h  |
| Zweiter                    | Miguel Indurain       | + 2:52 min  |
| Dritter                    | Marino Lejarreta      | + 3:11 min  |
| Vierter                    | Federico Echave       | + 3:54 min  |
| Fünfter                    | Fabio Parra           | + 5:38 min  |
| Sechster                   | Pello Ruiz Cabestany  | + 6:50 min  |
| Siebter                    | Raúl Alcalá           | + 6:57 min  |
| Achter                     | Piotr Ugrumow         | + 10:43 min |
| Neunter                    | Steven Rooks          | + 12:09 min |
| Zehnter                    | Oliverio Rincón       | + 12:11 min |
| Punktewertung              | Uwe Raab              | 169 P.      |
| Zweiter                    | Melchor Mauri         | 134 P.      |
| Dritter                    | Jean-Paul van Poppel  | 116 P.      |
| Bergwertung                | Luis Herrera          | 157 P.      |
| Zweiter                    | Marino Lejarreta      | 87 P.       |
| Dritter                    | Fabio Parra           | 69 P.       |
| Meta Volantes-Wertung      | Miguel Ángel Iglesias | 18 P.       |
| Sprints Especiales-Wertung | Acácio da Silva       |             |
| Nachwuchswertung           | Oliverio Rincón       | 83:00:18    |
| Kombinationswertung        | Federico Echave       |             |
| Teamwertung                | ONCE                  | 248:36:35 h |